# (21699) Wolpert
(21699) Wolpert (1999 RE64) – planetoida z grupy pasa głównego asteroid okrążająca Słońce w ciągu 5,48 lat w średniej odległości 3,11 j.a. Odkryta 7 września 1999 roku.